# アレンベルク
アレンベルク（独： Aremberg）は、ドイツ連邦共和国南西部のラインラント＝プファルツ州アールヴァイラー郡に存在する町村。